# Rosmel Gil
Rosmel Antonio Gil Rodríguez – wenezuelski zapaśnik w stylu wolnym. Zajął siedemnaste miejsce na mistrzostwach świata w 2006. Trzy brązowe medale na mistrzostwach panamerykańskich w 2005, 2006 i 2008. Srebrny medal na igrzyskach Ameryki Południowej i igrzyskach Ameryki Środkowej i Karaibów w 2006. Mistrz igrzysk boliwaryjskich w 2005 roku.